# Erika Unruh
Erika Unruh (* 15. Oktober 1889 als Erika Auguste Margarethe Bucksch in Breslau; † 23. Juni 1981 im Los Angeles County, USA) war eine deutsche Schauspielerin.

## Leben und Wirken
Die Tochter des Kaufmanns Richard Bucksch und seiner Frau Elisabeth, geb. Tauchert, war ab 1912 mit dem Juristen Georg Quabbe verheiratet. Nachdem die Ehe 1915 geschieden worden war, schlug sie eine künstlerische Laufbahn ein und debütierte 1916 als Erika Unruh an den Münchner Kammerspielen. Gegen Ende des Ersten Weltkriegs wechselte sie an Berlins Deutsches Theater. In der deutschen Hauptstadt stieß die Schlesierin bald darauf zum Stummfilm, wo sie zwischen 1919 und 1922 Randfiguren in melodramatischen Inszenierungen namhafter Regisseure verkörperte. Mehrmals wurde sie dabei von Fritz Lang verpflichtet. Erika Unruh war für eine Hauptrolle des Films Das lachende Grauen von Rudolf Meinert vorgesehen, dessen Vorbereitung im September 1920 abgeschlossen wurde, der jedoch nie nachweisbar zur Aufführung gelang.
Erika Unruhs Hauptbetätigung blieb weiterhin das Theater. So spielte sie 1921 an der Tribüne die Cecily in Oscar Wildes Komödie Bunbury und wusste ihre Rolle durch „lebendige Munterkeit“ auszufüllen. Ebenfalls an der Tribüne gab sie im darauffolgenden Jahr in Frank Wedekinds Drama Tod und Teufel „[e]ine in sinnlicher Qual sich verzehrende Lisiska von düster schwelender Leidenschaftlichkeit“, wobei allerdings ihre Sprechtechnik bemängelt wurde.
Weitere Stationen ihres Wirkens waren ab 1922 das Lessingtheater und das Deutsche Künstlertheater, wo sie später auch unter der Direktion ihres Gatten Robert Klein spielte, mit dem sie ab 1924 verheiratet war.
Nach der NS-Machtergreifung geriet das Ehepaar in Bedrängnis, da Robert Klein aus einer jüdischen Familie stammte. Mitte der 1930er-Jahre emigrierte Erika Unruh mit ihrem Mann und der 1925 geborenen gemeinsamen Tochter über London in die USA. Über ihr späteres Leben ist derzeit nichts bekannt. Zuletzt in Pasadena wohnhaft, starb sie 1981 im Los Angeles County in Kalifornien.

## Filmografie
- 1919: Maria Evere
- 1919: Die Ehe der Frau Mary
- 1919: Der Herr der Liebe
- 1920: Tötendes Schweigen
- 1921: Kämpfende Herzen
- 1921: Irrende Seelen
- 1921: Der müde Tod
- 1922: Der Mann im Hintergrund
- 1930: Das gestohlene Gesicht